# Gofio

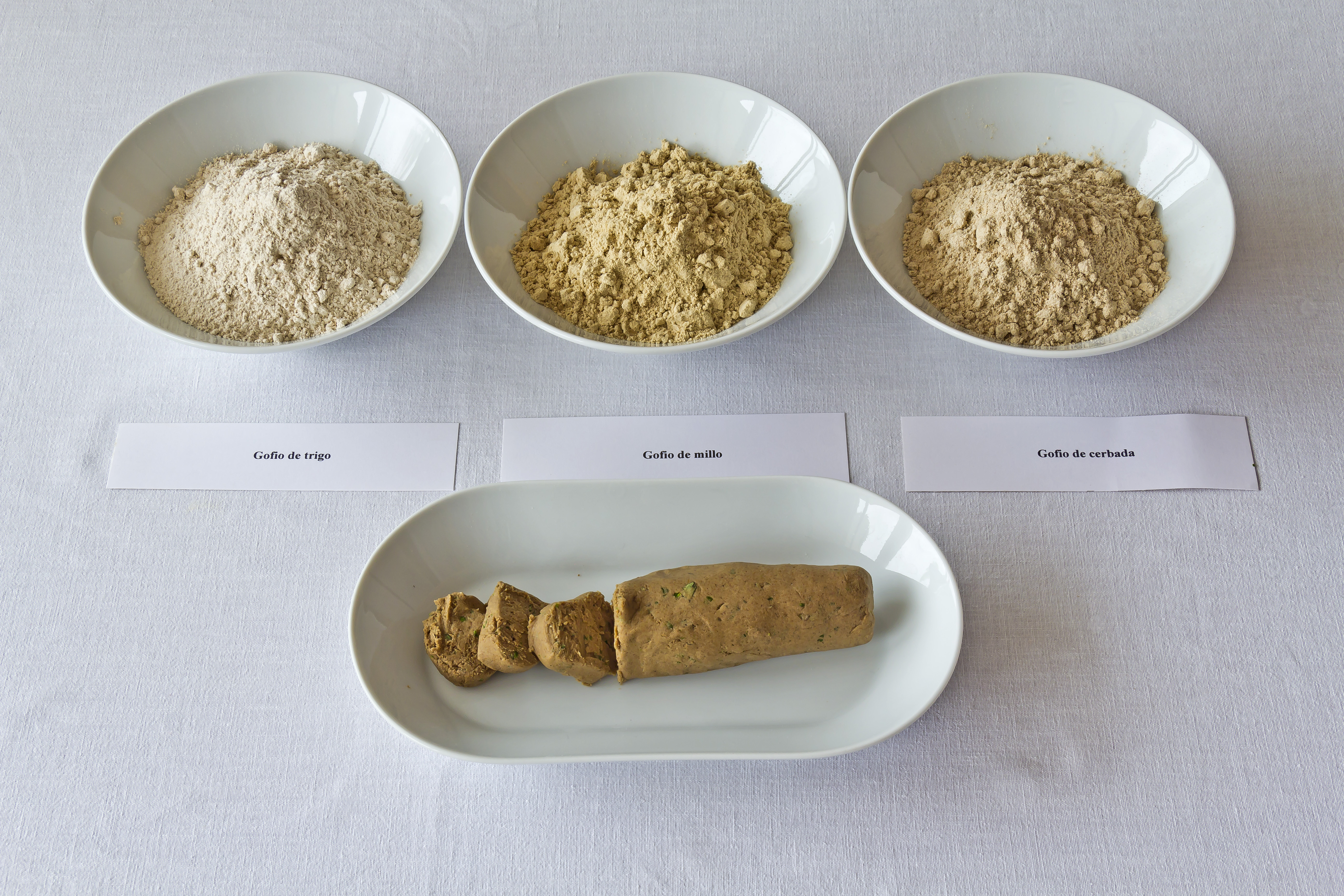
Gofio aus Weizen, Gofio aus Mais, Gofio aus Gerste, Pella de Gofio

Gofio ist ein traditionelles Nahrungsmittel auf den Kanarischen Inseln, das durch Vermahlen gerösteten Getreides mit oder ohne Zusatz von Salz gewonnen wird. Es wird zum Teil unter Beimischung von Hülsenfrüchten hergestellt, die ebenfalls geröstet werden. Gofio canario ‚Gofio von den Kanarischen Inseln‘ ist eine in der Europäischen Union geschützte geografische Angabe (g.g.A.), engl. PGI.
Traditionell wird es mit Ziegenmilch, Ziegenkäse, Fett oder auch Wasser in einem Ziegenbalg geknetet, bis eine homogene Masse entstanden ist, die zu mehr als faustgroßen Kugeln geformt wird. Es wurde und wird als Proviant und lange haltbares Lebensmittel verwendet, später auch für Desserts und warme Gerichte.
Zusammen mit backfähigem Getreidemehl kann es auch zu Broten verarbeitet werden, was aber erst aufgrund der physiologischen Eigenschaften in der Neuzeit an Bedeutung gewann.

## Ursprung
Gofio gilt als wichtigstes pflanzliches Nahrungsmittel der Altkanarier, der ersten Einwohner der Kanarischen Inseln. Es bestand aus hauptsächlich aus Wintergerste, die auch in trockenen Gebieten mit höheren Erträgen als beispielsweise Weizen wächst. In geringeren Mengen wurden aber auch Weizen und Hülsenfrüchte verwendet. In Zeiten, in denen Getreide knapp war, dienten auch die Samen von Bäumen und Farn ebenso wie verschiedene Wurzeln als Ersatz.
Die Körner wurden als Vollkorn mit den Schalen in Tonkrügen geröstet, in Handmühlen gemahlen und mit Ziegenmilch, Ziegenkäse, Fett oder auch Wasser vermischt verzehrt. Durch das vorherige Rösten ist das dadurch trockenere Mehl besser haltbar und der Teig ohne weiteres Backen oder Kochen essbar. Gofio war auch nach der Eroberung der Inseln durch das Königreich Kastilien im 15. Jahrhundert ein wichtiger Bestandteil der Ernährung besonders der ländlichen Bevölkerung.
Seit dem 16. Jahrhundert gab es auf den Kanarischen Inseln eine Vielzahl von Wind- und Wassermühlen, in denen vorwiegend Gofio hergestellt wurde. Die Mühlen wurden üblicherweise von den örtlichen adeligen Grundbesitzern betrieben, weil diese im Gegensatz zu selbständigen Müllern oder Pächtern keinerlei Steuern zu entrichten hatten.

## Herstellung
In der Neuzeit erfolgt die Röstung nicht mehr in Tonkrügen. Je nach Alter der eingesetzten Technik und Größe der Produktion wird eine Pfanne über offenem Feuer oder ein elektrischer Ofen verwendet. Ebenso werden neben den traditionellen Wasser- und Windmühlen elektrisch betriebene Mühlen verwendet. Das Alter der verschiedenen Maschinen variiert stark.
Heute wird auf den Kanarischen Inseln 55 % des Gofios aus Mais, 19 % aus Weizen, 14 % aus einer Mischung von Weizen und Mais und 12 % aus anderen Getreidemischungen hergestellt. Auf Fuerteventura ist Gerste stärker vertreten. Die verarbeiteten Mengen von Kichererbsen, Roggen, Hafer, Hirse und Reis bleiben insgesamt statistisch unter Werten von 1 %. Außer Weizen, der zu 42 % aus Frankreich importiert wird, stammen die Grundstoffe weitgehend von den Kanarischen Inseln oder der Iberischen Halbinsel.
Im Jahr 2013 produzierten auf den Kanarischen Inseln 40 Gofiomühlen. In den Mühlen arbeiteten 107 Personen, davon waren 40 % Mühleneigentümer und deren Familienangehörige. „Die Anwesenheit des Müllermeisters, der in den Mühlen des Gofio Canario das Ende des jeweiligen Prozesses mithilfe von Fertigkeiten bestimmt, die von Generation zu Generation weitergegeben wurden, ist bei der Herstellung des Gofio Canario das entscheidende Merkmal.“
Getreidekörner enthalten etwa 12 % Wasser, das bei dem Röstvorgang zu einem großen Teil verdampft wird. Weitere Bestandteile sind etwa 11 % Eiweiß, 2 % Fett, 2,5 % Ballaststoffe und 70 % Stärke. Alle Getreide enthalten einen hohen Anteil an Mineralstoffen und den Vitaminen E, B1 und B2. Der Energiegehalt des Gofios beträgt mehr als 1.200 kJ (= 300 kcal) pro 100 Gramm.

## Verwendung
Gofio galt lange Zeit als Nahrungsmittel armer Leute, das ohne Probleme zum Verzehr beim Hüten der Tiere und später in der Pause bei der Feldarbeit mitgenommen werden konnte. Das Interesse hat sowohl aufgrund einer Renaissance der kanarischen Vergangenheit als auch aufgrund von ernährungswissenschaftlichen Erkenntnissen zugenommen. Der Geschmack ist allgemein mild-nussig und variiert mit der Stärke der Röstung. Im Handel ist helles, mittleres und dunkles Gofio erhältlich. Darüber hinaus werden auch Energieriegel z. B. aus Mais- und Weizengofio, Honig, Mandeln, Erdnüssen, Rosinen, Zitronensaft und Zimt angeboten. 
In der Gastronomie wird Gofio in verschiedenen Varianten verwendet. Einerseits mit Fisch-, Fleisch- oder Gemüsebrühe verrührt und kurz aufgekocht als Gofio Escaldado mit Kräutern und Zwiebeln dekoriert und serviert, andererseits als süße Variante zu Eis oder Mousse verarbeitet sowie z. B. mit Honig, gemahlenen Mandeln und Rosinen verknetet. Auch die traditionelle Art mit Öl und jungem Ziegenkäse wird angeboten. Ebenfalls streut man Gofio großzügig über gebratene Schweinebauchstücke (Chicharrones). Im Alltag wird Gofiomehl zu so ziemlich jeder Suppe und jedem Eintopf zum Einrühren gereicht. Es hat eine bindende Wirkung und kann wie Mehl auch für Saucen genutzt werden.
Zum Backen wird Gofio erst aufgrund der physiologischen Eigenschaften in der Neuzeit verwendet. Das in den Grundstoffen enthaltene Klebereiweiß (Gluten) wird durch das Rösten hitzedenaturiert. Das daraus hergestellte Mehl alleine ist nicht mehr backfähig.

## Vergleichbare Produkte
- Freekeh aus geröstetem Hartweizen ist in Nordafrika und im östlichen Mittelmeerraum verbreitet.[9]
- Tsampa ist ein traditionelles Grundnahrungsmittel in Tibet[10].
- Farina Bóna ist geröstetes Maismehl im Schweizer Tessin.
- Grünkern, halbreif geernteter Dinkel, wird ebenfalls über Feuer nachgetrocknet und dient(e) als haltbares Nahrungsmittel (siehe dazu Darre#Getreidedarre) mit speziellem Röstaroma.